# Нургали, Рымгали Нургалиевич
Рымгали Нургалиевич Нургали (Нургалиев) (1 июня 1940, с. Кайнар Абайский район (Восточно-Казахстанская область), Семипалатинская область (Казахстан) — февраль 2010, Астана) — советский и казахский писатель и учёный, академик Национальной академии наук Казахстана (2003), основатель казахского театроведения и театральной критики, учёный-литературовед, писатель.
Происходит из подрода Байбори рода каракесек племени аргын.

## Образование
Окончил отделение журналистики филологического факультета (1963), аспирантуру (1966) и докторантуру (1972) Казахского государственного университета.

## Профессиональный опыт
Начал трудовую деятельность в газете «Лениншіл жас», работал в Союзе писателей Казахстана, затем был доцентом, профессором и деканом филологического факультета КазГУ.

1980—1984 гг. — преподаватель Литературного института (г. Москва). 

В 1986—1996 гг. возглавлял главную редакцию «Казахской энциклопедии». 

2000—2010 гг. — возглавлял кафедру казахской литературы Евразийского национального университета им. Л. Н. Гумилева.

## Вклад в литературоведение и литературу
Автор свыше 30 научных и художественных книг, а также около 250 научных статей, около 800 опубликованных научно-критических статей (1961—2009). Отдельные работы изданы во Франции, Турции, Индии, Корее, Китае и других странах.
Первое стихотворение «Степь» опубликовано в 1956 году. Первая книга «Сабыр Шарипов. Жизнь и творчество» в соавторстве с Б. Кенжебаевым — в 1961 году, когда он еще был студентом-третьекурсником и работал корреспондентом газеты Лениншіл жас (Жас Алаш) в Целинном крае. В художественной прозе дебютировал сборником новелл «Зерно» (1977), впоследствии переведенном на русский язык.
Перу академика Р.Нургали принадлежат фундаментальные монографические исследования по истории казахского театра и драматургии.
Основные научные работы по истории казахской литературы и развитию современного литературного процесса: «Природа трагедии» (1968, исследование ранних произведений М. Ауэзова), «Судьба таланта» (посвящена жизни и творчеству первого казахского режиссёра Жумата Шанина), «Поэтика казахской драматургии» (1973), «Поэтика драмы» (1979), «Древо обновления» (1989), «Контекст» (в двух томах, 1991).
Одним из первых обратился к произведениям репрессированных писателей: А. Байтурсынова, М. Дулатова, Аймауытова Ж., И. Джансугурова, Б. Майлина.
Переводил на казахский язык произведения Л. Н. Толстого, Н. Погодина, А. Кешокова, Н. Брагиной, эстонских авторов.
Под его научным руководством вышла «Краткая энциклопедия Казахской ССР» и «Детская энциклопедия».
Руководил группой ученых при создании энциклопедии "Абай".
Литературный псевдоним — Ардаби.

## Членство в организациях
Член Союза писателей СССР (1968), казахского Пен-клуба (1991).

Член терминологического и ономастического комитетов, Комитета по государственным премиям.

## Награды. Признание
- За заслуги перед государством удостоен правительственных наград:
  - ордена «Парасат» (2005),
  - почётного звания «Заслуженный деятель науки и техники Казахстана» (1998).[6].
- Лауреат премии им. Ч. Валиханова (2003), А. Байтурсынова (2005).
- Медаль к 100-летию М. Шолохова (РФ).
- Почётная грамотой Верховного Совета Республики Кыргызстан (2003).
- Почётная грамота Кыргызской Республики (15 февраля 2004, Кыргызстан) — за заслуги в пропаганде кыргызской литературы[9].
- Почетный работник образования (2004).[7].
- В 1988 году за литературоведческую трилогию присуждена Государственная премия Казахской ССР.[10]
- 12 февраля 2011 года в ЕНУ им. Л. Н. Гумилева была открыта именная аудитория академика Р. Нургали.[11]